# Werner Laudage
Werner Laudage (* 7. August 1953) ist ein ehemaliger deutscher Fußballspieler.

## Leben
Vom FV 09 Nürtingen kam Werner Laudage zur Saison 1974/75 zum SSV Reutlingen 05, mit dem er in dieser Spielzeit Meister der 1. Amateurliga Schwarzwald-Bodensee wurde und durch 5 Siege in 6 Gruppenspielen erfolgreich an der Aufstiegsrunde zur 2. Bundesliga teilnahm. In der Zweitligasaison 1975/76 war Laudage in 30 Profispielen für den SSV Reutlingen im Einsatz und erzielte dabei ein Tor. Nach dem Abstieg am Ende dieser Saison wurde Werner Laudage mit dem SSV in den folgenden beiden Spielzeiten erneut Schwarzwald-Bodensee-Meister und verfehlte jeweils in der Aufstiegsrunde die Rückkehr in die 2. Bundesliga.